# Desencosta
"Desencosta" é uma canção da cantora e atriz Larissa Manoela, lançada pela Deckdisc em 25 de janeiro de 2019 como o primeiro single de seu álbum de estúdio Além do Tempo. 

## Apresentações ao vivo
Larissa apresentou a música ao vivo no Encontro com Fátima Bernardes em 26 de agosto de 2019. 

## Histórico de lançamento
| Região | Data                  | Formato                    | Gravadora | Ref   |
| ------ | --------------------- | -------------------------- | --------- | ----- |
| Mundo  | 25 de janeiro de 2019 | Download digital streaming | Deckdisc  | [ 7 ] |